# Повість полум'яних літ
«Повість полум'яних літ» — радянський художній фільм 1960 року, знятий Юлією Солнцевою. Прем'єра відбулася 23 лютого 1961 року в московському кінотеатрі «Мир». У травні 1961 року фільм нагороджений призом за кращу режисуру на Каннському кінофестивалі.

## Сюжет
1941 рік. Почалася Німецько-радянська війна, і колгоспник з Наддніпрянщини Іван Орлюк став солдатом. Він був учасником перших боїв на Дніпрі і дійшов до Берліна. А повернувшись додому, зробив перший посів на звільненій землі.

## У ролях
- Борис Андрєєв —  генерал Глазунов
- Сергій Лук'янов —  учитель Рясний Василь Маркович
- Василь Меркур'єв —  хірург Богдановський
- Микола Вінграновський —  Іван Орлюк
- Світлана Жгун —  дочка Рясного, вчителька історії, Уляна Василівна
- Михайло Майоров —  Майор Величко
- Зінаїда Кирієнко —  Марія
- Борис Бібіков —  Фон Бреннер
- Волдемар Акуратерс —  Шредер
- Володимир Зельдін —  Грибовський
- Борис Новиков —  Мандрика
- Євген Бондаренко  Роман Клунний
- Олександр Романенко —  Семен Клунний
- Антоніна Богданова —  Антоніна
- Сергій Петров —  батько Івана Орлюка, Демид
- Віра Капустіна —  мати Івана Орлюка, Тетяна
- Майя Булгакова —  Олена Ступакова
- Василь Вітріщак —  батько інваліда
- Павло Винник —  капітан Шульц
- Володимир Гуляєв —  член військового трибуналу
- Олена Максимова —  мати інваліда
- Леонід Пархоменко —  солдат
- Олексій Покровський —  офіцер в штабі
- Ніна Сазонова —  мати Марії
- Володимир Селезньов —  інвалід
- Олександр Хованський —  Павло Данилович Вірський
- Євген Шутов —  розвідник
- Геннадій Юхтін —  Стьопа
- Лев Лобов —  поліцай Курбацький
- Микола Довженко —  німець
- Валерій Рижаков —  Школяр
- Ольга Реус-Петренко —  вчителька
- Григорій Михайлов —  штабіст
- Федір Одиноков —  генерал-майор
- Микола Хрящиков —  генерал
- Валентин Черняк —  епізод
- Віктор Речман —  Петров
- Іван Бондар —  Нечитайло
- Леонід Князєв —  хірург
- Олександр Кузнецов —  штабний офіцер
- Любов Калюжна —  дружина Романа Клунного
- Юрій Чернишов —  епізод

## Знімальна група
- Автор сценарію — Олександр Довженко
- Режисер-постановник —  Юлія Солнцева
- Оператори:  Федір Проворов,  Олексій Темерін
- Художник — Олександр Борисов
- Композитор —  Гавриїл Попов